# Senticaudata
Senticaudata zijn een onderorde van de orde Amphipoda (vlokreeftjes). Ze worden gekenmerkt door het bezit van stevige apicale stekels (setae) op de uropoden.

## Taxonomie
De volgende taxa zijn bij de onderorde ingedeeld:
- Infraorde Bogidiellida
  - Parvorde Bogidiellidira
    - Superfamilie Bogidielloidea Hertzog, 1936
      - Familie Artesiidae Holsinger, 1980
      - Familie Bogidiellidae Hertzog, 1936
      - Familie Salentinellidae Bousfield, 1977
- Infraorde Carangoliopsida
  - Parvorde Carangoliopsidira
    - Superfamilie Carangoliopsoidea
      - Familie Carangoliopsidae
      - Familie Kairosidae
- Infraorde Corophiida
  - Parvorde Corophiidira
    - Superfamilie Aoroidea
      - Familie Aoridae
      - Familie Unciolidae

    - Superfamilie Cheluroidea
      - Familie Cheluridae

    - Superfamilie Chevalioidea
      - Familie Chevaliidae

    - Superfamilie Corophioidea
      - Familie Ampithoidae Boeck, 1871
        - = Biancolinidae J.L. Barnard, 1972

      - Familie Corophiidae Leach, 1814
      - Familie Corophiidae

  - Parvorde Caprellidira
    - Superfamilie Aetiopedesoidea
      - Familie Aetiopedesidae
      - Familie Paragammaropsidae

    - Superfamilie Caprelloidea
      - Familie Caprellidae (Spookkreeftjes)
      - Familie Caprogammaridae
      - Familie Cyamidae (Walvisluizen)
      - Familie Dulichiidae
      - Familie Podoceridae

    - Superfamilie Isaeoidea
      - Familie Isaeidae

    - Superfamilie Microprotopoidea
      - Familie Australomicroprotopidae Myers, Lowry & Billingham, 2016
      - Familie Microprotopidae Myers & Lowry, 2003
      - Familie Neomegamphopidae Myers, 1981
      - Familie Priscomilitaridae Hirayama, 1988

    - Superfamilie Neomegamphopoidea
    - Superfamilie Photoidea
      - Familie Ischyroceridae Stebbing, 1899
      - Familie Kamakidae Myers & Lowry, 2003
      - Familie Photidae Boeck, 1871

    - Superfamilie Rakirooidea
      - Familie Rakiroidae Myers & Lowry, 2003
- Infraorde Gammarida
  - Parvorde Crangonyctidira
    - Superfamilie Allocrangonyctoidea
      - Familie Allocrangonyctidae Holsinger, 1989
      - Familie Crymostygidae Kristjánsson & Svavarsson, 2004
      - Familie Dussartiellidae Lowry & Myers, 2012
      - Familie Kergueleniolidae Lowry & Myers, 2013
      - Familie Pseudoniphargidae Karaman, 1993

    - Superfamilie Crangonyctoidea
      - Familie Austroniphargidae Iannilli, Krapp & Ruffo, 2011
      - Familie Chillagoeidae Lowry & Myers, 2012
      - Familie Crangonyctidae Bousfield, 1973
      - Familie Giniphargidae Lowry & Myers, 2012
      - Familie Kotumsaridae Messouli, Holsinger & Ranga Reddy, 2007
      - Familie Neoniphargidae Bousfield, 1977
      - Familie Niphargidae Bousfield, 1977
      - Familie Paracrangonyctidae Bousfield, 1983
      - Familie Paramelitidae Bousfield, 1977
      - Familie Perthiidae Williams & Barnard, 1988
      - Familie Pseudocrangonyctidae Holsinger, 1989
      - Familie Sandroidae Lowry & Myers, 2012
      - Familie Sternophysingidae Holsinger, 1992
      - Familie Uronyctidae Lowry & Myers, 2012

  - Parvorde Gammaridira
    - Superfamilie Gammaroidea
      - Familie Acanthogammaridae Garjajeff, 1901
      - Familie Anisogammaridae Bousfield, 1977
      - Familie Baikalogammaridae Kamaltynov, 2002
      - Familie Bathyporeiidae (Kniksprietvlokreeftjes) d'Udekem d'Acoz, 2011
      - Familie Behningiellidae Kamaltynov, 2002
      - Familie Carinogammaridae Tachteew, 2001 sensu Kamaltynov, 2010
      - Familie Crypturopodidae Kamaltynov, 2002
      - Familie Eulimnogammaridae Kamaltynov, 1999
      - Familie Falklandellidae Lowry & Myers, 2012
      - Familie Gammaracanthidae Bousfield, 1989
      - Familie Gammarellidae Bousfield, 1977
      - Familie Gammaridae Leach, 1814
      - Familie Iphigenellidae Kamaltynov, 2002
      - Familie Luciobliviidae Tomikawa, 2007
      - Familie Macrohectopidae Sowinsky, 1915
      - Familie Mesogammaridae Bousfield, 1977
      - Familie Micruropodidae Kamaltynov, 1999
      - Familie Ommatogammaridae Kamaltynov, 2010
      - Familie Pachyschesidae Kamaltynov, 1999
      - Familie Pallaseidae Tachteew, 2001
      - Familie Paraleptamphopidae Bousfield, 1983
      - Familie Phreatogammaridae Bousfield, 1983
      - Familie Pontogammaridae Bousfield, 1977
      - Familie Sensonatoridae Lowry & Myers, 2012
      - Familie Typhlogammaridae Bousfield, 1978
      - Familie Zaramillidae Lowry & Myers, 2016
- Infraorde Hadziida
  - Parvorde Hadziidira
    - Superfamilie Hadzioidea
      - Familie Crangoweckeliidae Lowry & Myers, 2012
      - Familie Eriopisidae Lowry & Myers, 2013
      - Familie Gammaroporeiidae Bousfield, 1979
      - Familie Hadziidae S. Karaman, 1943
      - Familie Maeridae Krapp-Schickel, 2008
      - Familie Melitidae Bousfield, 1973
      - Familie Metacrangonyctidae Boutin & Messouli, 1988
      - Familie Nuuanuidae Lowry & Myers, 2013

    - Superfamilie Calliopioidea
      - Familie Calliopiidae G.O. Sars, 1893
      - Familie Cheirocratidae d'Udekem d'Acoz, 2010
      - Familie Hornelliidae d'Udekem d'Acoz, 2010
      - Familie Megaluropidae Thomas & Barnard, 1986
      - Familie Pontogeneiidae Stebbing, 1906
- Infraorde Talitrida
  - Parvorde Talitridira
    - Superfamilie Caspicoloidea Birstein, 1945
      - Familie Caspicolidae Birstein, 1945

    - Superfamilie Kurioidea Barnard, 1964
      - Familie Kuriidae J.L. Barnard, 1964
      - Familie Tulearidae Ledoyer, 1979

    - Superfamilie Talitroidea Rafinesque, 1815
      - Familie Ceinidae J.L. Barnard, 1972
      - Familie Chiltoniidae J.L. Barnard, 1972
      - Familie Dogielinotidae Gurjanova, 1953
      - Familie Eophliantidae Sheard, 1936
      - Familie Hyalellidae Bulyčeva, 1957
      - Familie Hyalidae Bulyčeva, 1957
      - Familie Najnidae J.L. Barnard, 1972
      - Familie Phliantidae Stebbing, 1899
      - Familie Plioplateidae J.L. Barnard, 1978
        - = Pleioplateidae Barnard, 1978

      - Familie Talitridae (Strandvlooien) Rafinesque, 1815
      - Familie Temnophliantidae Griffiths, 1975
        - = Temnophliidae Griffiths, 1975